# Gordon Haskell
Gordon Haskell (27. dubna 1946 Verwood, Dorset – 16. října 2020), vlastním jménem Gordon Hionides, byl britský zpěvák a baskytarista, člen rockové skupiny King Crimson.
V polovině 60. let 20. století hrál Haskell v amatérské školní skupině se svým kamarádem, kytaristou Robertem Frippem. Na konci 60. let působil ve skupině Fleur De Lys, která vydala několik singlů. V roce 1969 nahrál a vydal první sólové album Sail in My Boat.
V první polovině roku 1970 se podílel jako hostující zpěvák na jedné písni na albu In the Wake of Poseidon skupiny King Crimson, kterou vedl Fripp. Nedlouho poté se stal jejím členem jako zpěvák a baskytarista a ještě tentýž rok vyšlo další crimsonovské album Lizard. Kvůli odlišným hudebním preferencím ale Haskell poté z kapely odešel. V 70. letech dále spolupracoval s dalšími hudebníky, jako jsou např. Cliff Richard a Tim Hardin.
Začátkem 80. let nebyl Gordon Haskell spokojený s hudebním byznysem, navíc měl velké dluhy. V roce 1984 se odstěhoval do Dánska, kde vystupoval po barech, hospodách a hotelech. Na začátku 90. let se vrátil zpět do Anglie a začal nahrávat sólové desky. Populárním se stal v roce 2001 díky baladě „How Wonderful You Are“ z alba Look Out.